# Water for Life
Water for Life est un concert live de Jean Michel Jarre enregistré le 16 décembre 2006 dans le désert de Merzouga (Maroc), qui a rassemblé environ 5 000 spectateurs. Sous le parrainage par l'UNESCO, il marque la fin de l'Année internationale des déserts et de la désertification (en) et veut attirer l'attention sur l'importance de la protection des ressources en eau potable de la planète et l'avance de la désertification.

## Morceaux joués
| No  | Titre                        | Durée |
| --- | ---------------------------- | ----- |
| 1.  | Intro saturée                |       |
| 2.  | Suite for Flute              |       |
| 3.  | Oxygène 2                    |       |
| 4.  | Miss Moon                    |       |
| 5.  | Oxygène 7                    |       |
| 6.  | Space of Freedom (March 23)  |       |
| 7.  | Chronologie 6                |       |
| 8.  | Millions of stars            |       |
| 9.  | Oxygène 4                    |       |
| 10. | Education                    |       |
| 11. | Gagarin (Hey Gagarin)        |       |
| 12. | Light my sky (Tout est bleu) |       |
| 13. | Oxygène 12                   |       |
| 14. | Chronologie 2                |       |
| 15. | C'est la Vie                 |       |
| 16. | Theremin Memories            |       |
| 17. | Souvenir de Chine            |       |
| 18. | Unesco Theme (Eldorado)      |       |
| 19. | Rendez-Vous 4                |       |
| 20. | Rendez-Vous 2                |       |